# Friedrich-Ebert-Brücke (Duisburg)
Die Friedrich-Ebert-Brücke ist eine Straßenbrücke über den Rhein zwischen den Duisburger Stadtteilen Ruhrort und Homberg. Hier überquert die Landesstraße 140 den Rhein. Sie wurde bis 1954 anstelle der im Zweiten Weltkrieg gesprengten Admiral-Scheer-Brücke errichtet.

## Geschichte
Erste Bemühungen um den Bau einer Brücke erfolgten seit 1872 durch die Ruhrorter und Homberger Bürgermeister. Der preußische Staat verweigerte die Baugenehmigung lange aus militärischen Gründen, da befürchtet wurde, den damals feindlichen Franzosen somit den Rheinübergang zu erleichtern. Aus diesem Grunde wurde zunächst eine Entscheidung für den Bau einer Eisenbahnfähre, das Trajekt Ruhrort–Homberg, getroffen.
Nach Reichsgründung und veränderten politischen Bedingungen wurde 1903 ein Wettbewerb ausgelobt, aus dem der gemeinsame Entwurf der Bauunternehmung Grün & Bilfinger oHG (Mannheim) mit dem Architekten Hermann Billing (Karlsruhe) für eine Kragträger-Brücke in Eisenfachwerk siegreich hervorging. Die Brücke wurde mit Brückentürmen in Massivbauweise versehen. Den Zuschlag zum Bau der Brücke, bekam das MAN-Werk Gustavsburg. Mit dem Bau der Brücke wurde 1904 begonnen, am 20. April 1907 wurde sie in Betrieb genommen, eine feierliche Einweihung fand aber erst am 19. Oktober 1907 statt; sie erhielt später den Namen „Admiral-Scheer-Brücke“. Vom 1. Mai 1907 bis zum 1. Januar 1913 betrieb die Kreis Ruhrorter Straßenbahn eine Strecke von Homberg über die neu gebaute Rhein-Brücke nach Ruhrort und weiter bis nach Hamborn. Der Abschnitt Ruhrort–Homberg wurde später an die Straßenbahn Moers-Homberg abgegeben.
Auf beiden Rheinseiten wurden gleichzeitig Anschlussbrücken über die Eisenbahnhafenbecken errichtet, um die Bahnhöfe für Fußgänger und Wagenverkehr anzubinden. Auf Ruhrorter Seite wurde die Hafenbrücke als stählerne Bogenbrücke erbaut, deren Fahrbahn die Bögen auf halber Höhe schneidet.

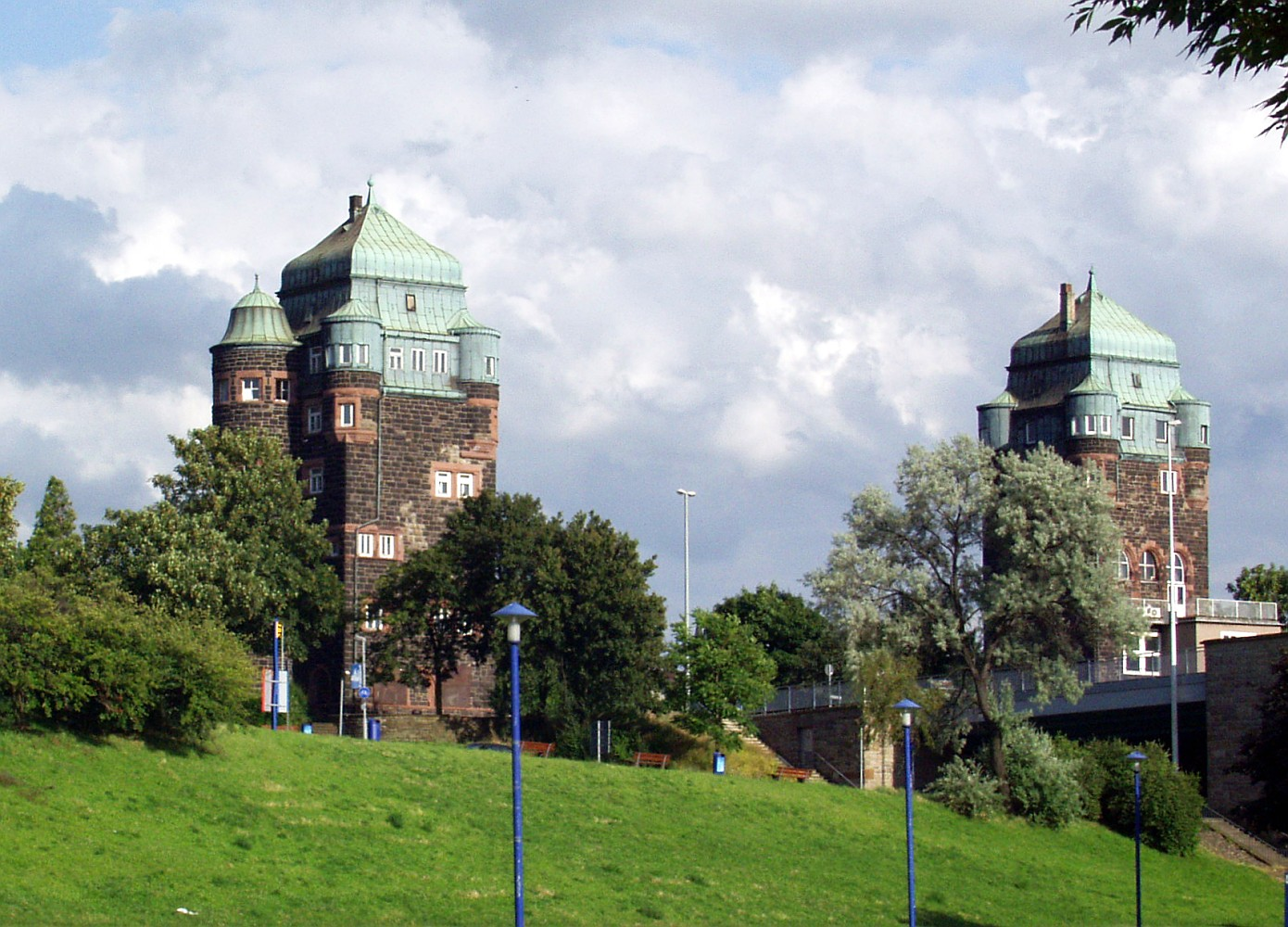
Brückentürme der Friedrich-Ebert-Brücke

Der Hauptzweck der beiden massiven, an Stadttortürme erinnernden Brückentürme lag in ihrer Bedeutung als gestalterisches Gegengewicht zur eisernen Brücke. An den Brückentürmen wurde der Brückenzoll erhoben. Kolonnaden verbanden die Türme mit der Brücke. Eine geschwungene, doppelläufige Treppe führte zur tiefer gelegenen Fürst-Bismarck-Straße. Die Treppe umschloss einen Brunnen mit dem legendären „Löwen“ der Ruhrorter.
Der Verkehrsknotenpunkt Richard-Hindorf-Platz auf der Ruhrorter Seite wurde nach dem in Ruhrort geborenen Richard Hindorf benannt, einem Pionier der Sisal-Plantagenwirtschaft in Deutsch-Ostafrika.
Am Sonntag, dem 4. März 1945 sprengten deutsche Truppen bei ihrem Rückzug vor der herannahenden 9. US-Armee im Rahmen der Operation Grenade auf das rechte Rheinufer die Brücke. Sie wurde in neuer Form als unechte Hängebrücke (Zügelgurtbrücke) ab 1951 errichtet und am 18. Dezember 1954 dem Verkehr übergeben. Sie erhielt bei ihrer Eröffnung den Namen des Politikers Friedrich Ebert. In den Jahren 1999–2003 wurde die Brücke überholt und verstärkt. Die beiden Brückentürme der ursprünglichen Brücke blieben erhalten.
Im Mai 2010 wurde nach sechsmonatiger Bauzeit die Haniel-Treppe eingeweiht, die auf der Ruhrorter Seite (am östlichen Pylon) über rund 70 Stufen von der Friedrich-Ebert-Brücke zur Mercatorinsel hinabführt. Neben der Treppe befindet sich in 16 Meter Höhe eine Aussichtsplattform.

## Technische Daten

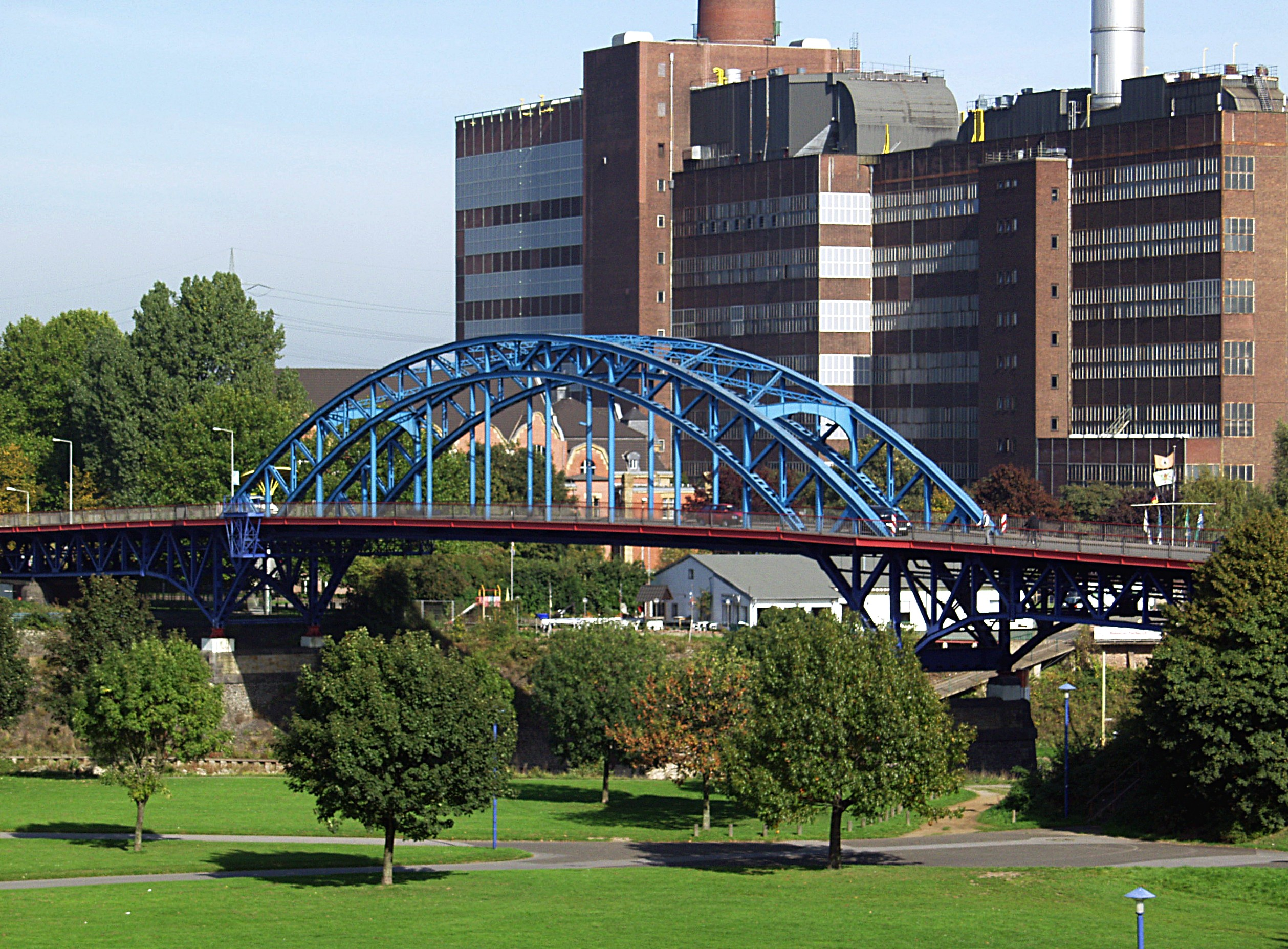
Anschlussbrücke über den Ruhrorter Eisenbahnhafen

Die Straßenbrücke hat vier Fahrstreifen, beidseitig getrennte Geh- und Radwege und eine Gesamtlänge von 599 Meter. Der Brückenzug besteht aus der Strombrücke mit Stützweiten von 128,4 Meter – 285,5 Meter – 128,4 Meter und einer rechtsrheinischen Flutbrücke mit 55,8 Meter über das Hafenbecken. Da die Tragkabel ihre Zugkräfte in den Überbau einleiten und nicht in Ankerblöcke, wird die Konstruktion als unechte Hängebrücke oder auch Zügelgurtbrücke bezeichnet. Die Länge der Brücke wird in einer Quelle mit 599 Metern angegeben, in einer anderen jedoch mit 635 Metern. Der lange Brückenträger ist zur Versteifung des Bauwerks vollwandig ausgeführt. Die beiden Pylone aus Stahl stehen auf Betonpfeilern.